# Мальцев, Максим Васильевич
Максим Васильевич Мальцев (12 августа 1917, с. Белогородка, Мариинский район, Кемеровская область — 23 мая 2002, Томск) — советский редактор газеты «Советский Север» (г. Колпашево, Томская область, 1947—1949), заместитель редактора газеты «Красное знамя» (г. Томск, 1968—1978), Заслуженный работник культуры РСФСР (1967).

## Биография
Родился 12 августа 1917 года в с. Белогородка, Мариинского района, Кемеровской области. Отец — Мальцев Василий Иванович, мать — Мальцева Прасковья Фёдоровна родились в Виленской губернии. В 1917 года семья Мальцевых приезжает в с. Белогородка. В 1933 году Максим Мальцев окончил Школу крестьянской молодежи, в 1935 году учился в Школе фабрично-заводского ученичества (школа ФЗУ) при заводе «Труд» (г. Новосибирск). В 1937 году принят на завод чертёжником, а затем заместителем редактора многотиражной газеты «Труд». В августе 1938 года переехал в г. Мариинск Кемеровской области, работал ответственным секретарём редакции районной газеты «Знамя коммунизма» — печатном органе Мариинского райкома КПСС и районного Совета депутатов трудящихся Кемеровской области. В 1941 году назначен редактором газеты «Знамя коммунизма». В сентябре 1942 года Новосибирским областным комитетом партии направлен в Тегульдетский район редактором районной газеты «Большевик Севера». В марте 1946 года Томским областным комитетом партии направлен редактором городской газеты «Советский Север» (г. Колпашево). В 1947—1948 — учился на курсах переподготовки руководящих газетных работников при Высшей партийной школе. С 1949 по 1957 работал в областной газете «Красное знамя» (г. Томск) в должности заведующего отделом. С 1957 по 1965 — редактор Шегарской районной газеты «Путь к коммунизму» (Шегарский район, Томская область).
С 1968 по 1978 — заместитель редактора в газете «Красное знамя» (г. Томск).
Предположительно скончался 23 мая 2002 г. в Томске.

## Награды
- Медаль «За доблестный труд в Великой Отечественной войне 1941—1945 гг.» (1956).
- Медаль «За трудовое отличие» (1962)
- Орден «Знак Почёта» (1976)
- Почётное звание «Заслуженный работник культуры РСФСР» (1967)

## Источник
ЦДНИ ТО. Ф. 607. Оп. 6. Д. 65